# Alnö Basketklubb
Alnö Basketklubb var en svensk basketklubb från Alnö. Damlaget spelade i Allsvenskan 1998/1999, och blev runt år 2000 Sundsvall Dambasket.
Klubben har fostrat spelare som Anna Barthold, som spelade 133 A-landskamper, var proffs i Spanien och Brasilien och tog fem SM-guld med Luleå Basket.